# Gelis balcanicus
Gelis balcanicus là một loài tò vò trong họ Ichneumonidae.